# Salvador Treber
Salvador Treber (Chajarí, ca. 1931 - Ciudad de Córdoba, Argentina, 15 de julio de 2021) fue un contador público y economista argentino. Profesor de la Universidad Nacional de Córdoba y exdirector del Banco Central de la República Argentina (BCRA). Miembro fundador del Grupo Fénix, siendo el único que pertenecía a una universidad del interior del país y representante de dicho grupo en la provincia de Córdoba. Fue uno de los primeros y más destacados economistas argentinos en estudiar y desarrollar una teoría económica keynesiana-estructuralista adaptada a la industrialización de los países subdesarrollados, con fuerte participación del Estado. Columnista de los diarios La Voz del Interior y Comercio y Justicia. Premiado en 2009 como "Profesional del Año" por la Confederación General de Profesionales de la Argentina. Publicó doce libros, entre los que se destacan Economía mundial, claves para el siglo XXI (2005), Economía del Sector Público –Teoría general y realidad argentina (2002), La Economía argentina (1974) y La empresa estatal argentina(1972). La economista y política cordobesa Graciela Treber es su hija.

## Biografía
Salvador Treber nació en Chajarí, provincia de Entre Ríos, en 1931. En 1949 se trasladó a Córdoba para iniciar sus estudios universitarios de economía en la Universidad Nacional de Córdoba (UNC), radicándose desde entonces en esa ciudad. Se recibió de contador público en 1954, con el mejor promedio, recibiendo el Premio Universidad.
Desde 1955 es docente en la Universidad Nacional de Córdoba, desempeñándose como profesor en las cátedras de "Finanzas Públicas", Política Fiscal" y "Economía Argentina". En 1957 comenzó a publicar columnas especializadas en Economía en el diario Comercio y Justicia, donde sigue haciéndolo en la actualidad (2018). En 1977 fue contratado como columnista del diario La Voz del Interior, donde sigue haciéndolo en la actualidad (2018).
En 1980 fue elegido vicepresidente del Instituto de Economía de la Federación Argentina de Graduados en Ciencias Económicas, desempeñándose en el cargo hasta 1987. En 1984 fue designado titular interino de la cátedra de "Finanzas Públicas" en la Facultad de Ciencias Económicas de la Universidad de Buenos Aires y titular de la cátedra de "Política Económica Argentina" en la Facultad de Ciencias Económicas la UNC. En 1995 se inició en la docencia de postgrado en la Escuela de Graduados de Ciencias Económicas de la UNC, dictando la materia de "Teoría de los Sistemas Fiscales" de la Carrera de "Especialización en Tributación".
En 1983 fue designado por el presidente Raúl Alfonsín asesor de la Presidencia y director del Banco Central de la República Argentina, cargo en el que se desempeñó hasta 1986. Entre 1987 y 1988 se desempeñó como presidente de los Servicios de Radio y Televisión de la Universidad Nacional de Córdoba.
En 2001 fue fundador del Grupo Fénix, siendo el único miembro perteneciente a una universidad del interior del país y representante de dicho grupo en la provincia de Córdoba. En 2009 fue premiado como "Profesional del Año" por la Confederación General de Profesionales de la Argentina.
Falleció a los 90 años, el 15 de julio de 2021 en la ciudad de Córdoba, Argentina, donde estaba radicado.

## Libros
- Economía Mundial y Argentina en el Siglo XXI. Córdoba 2020
- La Argentina que hemos vivido: de la Década Infame al Bicentenario, El Emporio Ediciones, Córdoba, 2009
- El laberinto argentino presente y futuro. Ideas y reflexiones para argentinos, El Emporio Ediciones, Córdoba, 2009
- Economía mundial, claves para el Siglo XXI, El Emporio Libros, Córdoba, 2005
- Economía del sector público. Teoría general y realidad argentina,  Facultad de Cs. Económicas - UNC, 2002
- Vida y pasión del Plan Cavallo, Letra Buena, 1992
- La economía argentina actual- 1970/87, Reedición ampliada y actualizada, Macchi, Buenos Aires, 1987
- La economía argentina. Análisis, diagnóstico y alternativas, Macchi, Buenos Aires, 1977
- El sector manufacturero argentino, Colegio de Graduados en Ciencias Económicas de Córdoba, Córdoba, 1975.
- La economía argentina, Córdoba, 1974
- Introducción al estudio de problemas de la economía argentina, Apie, 1972
- La empresa estatal argentina, Córdoba, 1972.